# Bodotria clara
Bodotria clara är en kräftdjursart som beskrevs av Francis Day 1978. Bodotria clara ingår i släktet Bodotria och familjen Bodotriidae. Inga underarter finns listade i Catalogue of Life.